# 東筑軒
| かしわめし。左はご飯280gで奈良漬のみ、右はご飯350gで奈良漬、うぐいす豆、しそこんぶが入っている |  | かしわめし。左はご飯280gで奈良漬のみ、右はご飯350gで奈良漬、うぐいす豆、しそこんぶが入っている |
| かしわめし。左はご飯280gで奈良漬のみ、右はご飯350gで奈良漬、うぐいす豆、しそこんぶが入っている |  |                                                                                                |

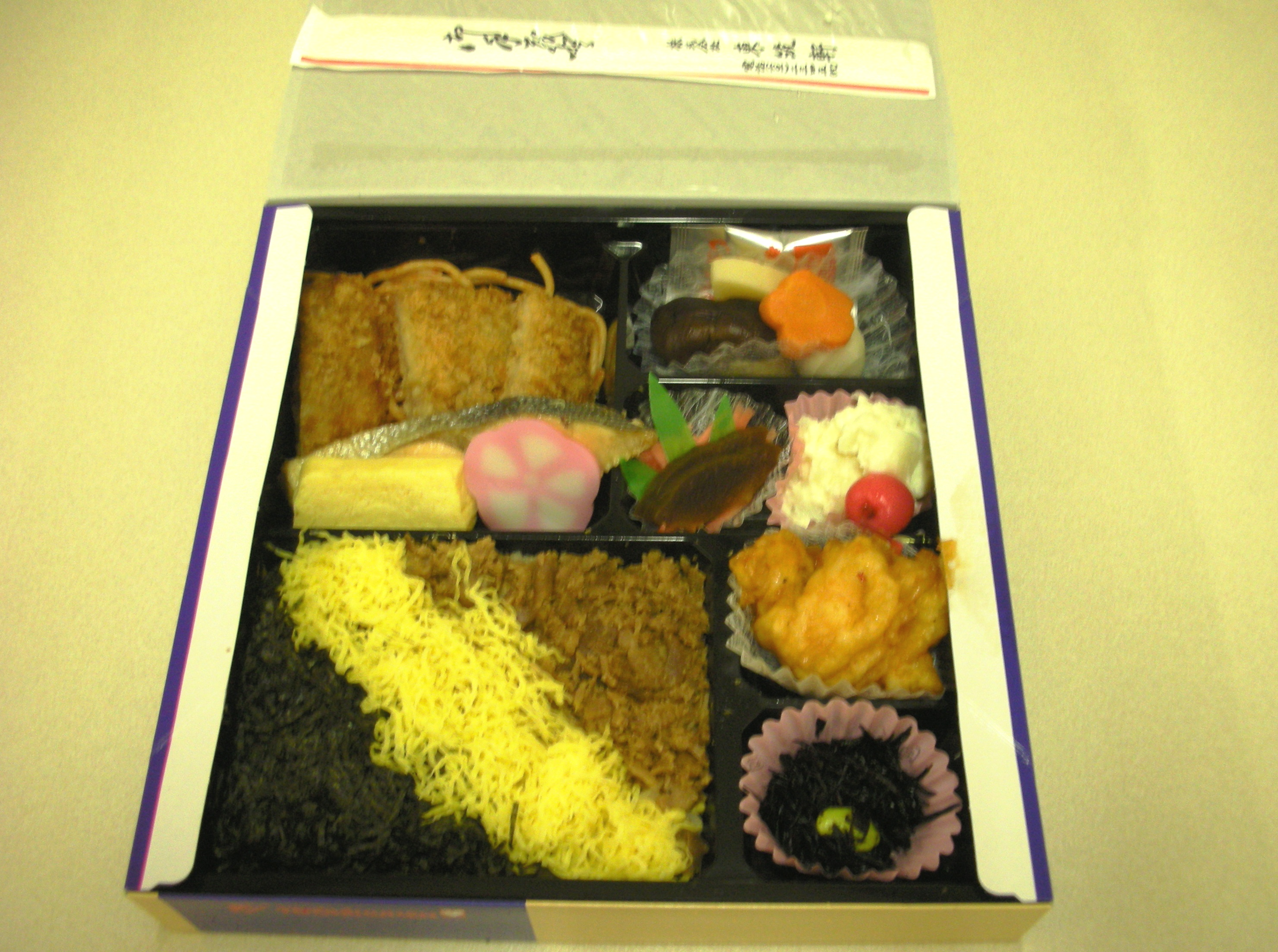
福岡ドームで販売されている「折尾のデラックスかしわめし」

株式会社東筑軒（とうちくけん）は、福岡県北九州市八幡西区堀川町4番1号に本社を置く日本の食品会社。弁当（主に駅弁）の製造販売・飲食店経営・売店の運営などを行っている。
折尾駅を中心に鹿児島本線・筑豊本線の9か所の駅でかしわめし弁当をはじめとする駅弁の販売と立ち食いの駅うどん店の運営を行っている。

## 沿革
- 1921年（大正10年）7月 - 折尾駅・直方駅にて立ち売りによる弁当販売開始。
- 1942年（昭和17年）5月 - 門司鉄道局の要請により、既存4業者（筑紫軒、真養亭、東洋軒、吉田弁当）整理統合し、東筑鉄道構内営業有限会社を設立。折尾、直方に営業所開設。
- 1942年（昭和17年）6月 - 折尾・直方駅構内にて売店営業開始。
- 1955年（昭和30年）12月 - 株式会社に改組、現社名になる。

## 主な商品
前身の筑紫軒時代から発売しているかしわめしのほか、駅弁だけでなく行楽料理や祝事・仏事会席などの仕出しも行っている。なお米価格高騰の影響もあり、2025年3月1日発売分より、米が大麦入りに変更された。また同日をもって、幕の内、とくとくランチ（極）かしわ、特選弁当かしわめし、赤飯の取扱を終了した。
- かしわめし - ご飯が少なく漬物以外の副菜がないものと、ご飯がやや多めで漬物・うぐいす豆・しそ昆布が付くものの2種類
- かしわめし（おりお） - かしわめしと副菜が付く
- 大名道中駕籠かしわ - 二段重のかしわめし

## 売店
以下の場所にある。駅構内以外の売店もある。福岡ドームでも弁当を販売している。
なお、折尾駅4・5番のりばでは、ホームでの立ち売りが行われている。2011年6月に販売員が体調を崩して自宅療養となり中止されていたが、2013年2月から新たなスタッフで再開された。九州で立ち売りが残るのは他に人吉駅と吉松駅のみで、常時立ち売りを行っているのは折尾駅だけだという。

### 駅売店
- 折尾駅 - 駅弁・うどん（うどん店は駅改築に伴い閉店、駅西口前の本社隣にてうどん店を展開、新駅舎完成後の2021年1月11日に駅構内での営業再開[5]）
- 黒崎駅 - 駅弁（うどん店は駅の工事に伴い一時閉店、駅舎リニューアル後に改札外にてうどん店再開）
- 八幡駅 - まるうまうどん店内で駅弁を販売
- 戸畑駅 - 駅弁のみ
- 若松駅 - 駅弁・うどん
- 直方駅 - 駅弁・うどん
- 赤間駅 - 駅弁・うどん
- 福間駅 - 駅弁・うどん
- 小倉駅 - 駅弁をジェイアールサービスネット福岡（JR西日本関連会社）に委託して販売
- 博多駅 - 駅弁をジェイアールサービスネット福岡・ジェイアール九州フードサービス（JR九州子会社）に委託して販売

かつては東郷駅にも駅弁・うどん店があったが、2010年（平成22年）2月10日をもって閉店した。また、かつては枝光駅でも駅弁のみ販売していた。

### 駅以外の売店
- 本社売店

以下の店舗は海老津、大丸天神店を除き弁当のみ販売。
- 大丸福岡天神店 - 駅のうどん（冷凍）※個数限定
- 小倉井筒屋
- 海老津うどん店（海老津駅前） - 弁当・うどん
- イオン八幡東店（東八）
- 中間営業所
- 遠賀工場

### 自動販売機
2021年12月22日より折尾駅前の本社うどん店前に設置。
- 冷凍かしわめし
- 冷凍かしわうどん